# Song Xiaoyun
Dans ce nom chinois, le nom de famille, Song, précède le nom personnel.
Song Xiaoyun (en chinois : 宋晓云), née le 11 décembre 1982, à Anshan, dans la province du Liaoning, en Chine, est une joueuse chinoise de basket-ball. Elle évolue au poste d'arrière.